# نامت را به‌خاطر بسپار
نامت را به‌خاطر بسپار (روسی: По́мни и́мя своё؛ ‏لهستانی: Zapamiętaj imię swoje) یک فیلم داستانی درام روسی-لهستانی است که در سال ۱۹۷۴ منتشر شد. این فیلم بازگوکنندهٔ بخشی از زندگی یک زن زندانی روس است که پس از عملیات بارباروسا اسیر نیروهای آلمانی شده و به اردوگاه آشویتس فرستاده می‌شود که در آنجا پسر شیرخوارش «گنادی» را از او می‌گیرند و این زن ۲۰ سال بعد با تلاش و جستجوهای فراوان او را در کشور لهستان پیدا می‌کند.

## گزیدهٔ بازیگران
- لودمیلا کاساتکینا
- لودمیلا ایوانوا
- تادئوش بروفسکی
- لئون نیمچیک
- والنتینا تیلیگینا
- ولادیمیر ایواشوف
- لیوبوف سوکولوا
- استانیسواف یاشکیویچ
- آندژی کراشیتسکی
- ریشاردا خانین
- یژی موس
- باربارا راخوالسکا
- یادویگا نواکوفسکا-بوریگا